# Skogsvägstekel
Skogsvägstekel (Sphex madasummae) är en biart som beskrevs av Jacobus van der Vecht 1973.
I den svenska databasen Dyntaxa används istället namnet Anoplius nigerrimus. Enligt Catalogue of Life ingår skogsvägstekel i släktet Sphex och familjen grävsteklar, men enligt Dyntaxa är tillhörigheten istället släktet Anoplius och familjen vägsteklar. Arten är reproducerande i Sverige. Inga underarter finns listade i Catalogue of Life.